# 통영공설운동장
통영공설운동장(統營公設運動場, Tongyeong Public Stadium)은 대한민국 경상남도 통영시에 있는 스포츠 시설이다. 천연잔디 필드와 우레탄 트랙이 갖춰진 경기장이며, 1976년에 준공되었다.

## 참고 문헌
- “통영공설운동장”. 《통영시 체육시설 예약시스템》. 통영관광개발공사.
- “통영공설운동장”. 《통영 관광 포털》. 통영시청.
- 《2023 전국 공공체육시설 현황 (2022년 12월말 기준)》. 대한민국 문화체육관광부. 2024.